# Katherine Jenkins
Katherine Jenkins (Neath, Gal·les, 29 de juny de 1980) és una mezzo-soprano gal·lesa. És una crossover que interpreta un ampli espectre de gèneres, des d'àries operístiques a cançó popular, teatre musical, o himnes.
Des de l'octubre de 2013, Jenkins ha mantingut una relació amb l'actor i productor Andrew Levitas, també director i guionista de les pel·lícules Lullaby (2014) i Minamata (2020). La parella es va comprometre l'abril de 2014 i es van casar al palau de Hampton Court el 27 de setembre de 2014. Jenkins va donar a llum la filla de la parella, Aaliyah Reign Levitas, el 30 de setembre de 2015, i l'abril de 2018 va néixer el seu fill Xander Robert Selwyn.

## Discografia
- Premiere (2004)
- Second Nature (2004)
- Living a Dream (2005)
- Serenade (2006)
- Rejoice (2007)
- Sacred Arias (2008)
- Believe (2009)
- Daydream (2011)